# Gymnastes comes
Gymnastes comes är en tvåvingeart som beskrevs av Alexander 1966. Gymnastes comes ingår i släktet Gymnastes och familjen småharkrankar. Inga underarter finns listade i Catalogue of Life.